# Рыба, Михаил Павлович
Михаи́л Па́влович Рыба́ (1923—1983) — советский певец, бас-профундо.

## Биография
Родился 16 февраля 1923 года в Варшаве в еврейской семье музыкантов, носивших фамилию-аббревиатуру, указывающую на принадлежность к династии, родоначальником которой был живший в средневековой Франции талмудист рабби Ицхак (Исаак) бен Ашер ха-Леви (Риба).
В начале Второй мировой войны, когда немецкими войсками была захвачена Польша, 16-летним подростком по совету родителей на велосипеде пересёк границу СССР и направился в Витебск, где, прибавив себе год возраста, поступил в местное музыкальное училище в класс педагога по вокалу Елены Аполлинарьевны Шиповской (1901—1993). По воспоминаниям первого учителя Михаила, он был очень плохо и грязно одет, но очень хотел учиться петь, хотя вокальное искусство давалось ему нелегко. Продолжил музыкальное образование он в стенах Саратовской консерватории, куда была во время Великой Отечественной войны эвакуирована Московская государственная консерватория имени П. И. Чайковского и где среди его педагогов был Николай Иванович Сперанский (1877—1952). В этот период Михаил вместе с другими студентами Саратовской консерватории участвовал во фронтовых концертах. В 1943 году он вместе со своим учителем переехал в Москву, где окончил вокальное отделение Академического музыкального училища при Московской государственной консерватории. 
Пел на сцене Большого театра и на Всесоюзном радио. Работал в Московской государственной филармонии. Его голос звучал в таких фильмах, как «Тихий Дон», «Русский сувенир», «Карнавальная ночь», «Последний дюйм», в мультфильме «Самый, самый, самый, самый», также именно его голосом поёт Мойдодыр в одноимённом мультфильме.
Умер 21 октября 1983 года в Москве. Похоронен на Кунцевском кладбище (участок 8). Надпись на надгробии: Miczislaw Ryba.
Сын — Михаил Михайлович Рыба — пианист, лауреат международных конкурсов в Португалии и Италии, живёт и работает в Москве.

## Озвучивание мультфильмов
- 1954 — Мойдодыр — Мойдодыр
- 1966 — Самый, самый, самый, самый

## Память
- 5 мая 2012 года Музей имени Н. Г. Рубинштейна оформил выставку «Михаил Павлович Рыба — к 90-летию со дня рождения»[9].